# Ехін

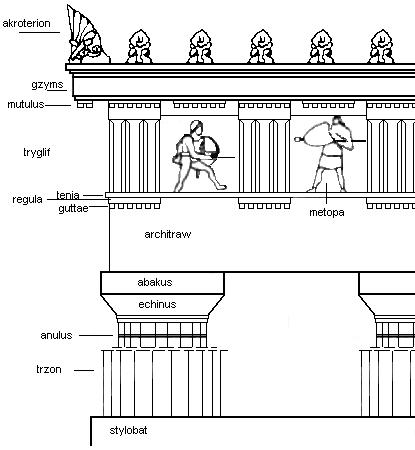
Доричний ордер

Ехін (дав.-гр. ἐχῖνος — «морський їжак», «черепашка») — середня частина капітелі.
У класичних греко-доричному і тосканському ордерах виконувався у вигляді круглої в плані гладенької подушки з випуклим криволінійним профілем. У римо-доричному та іонічному ордерах подушка оздоблювалася іоніками.